# Limonia costalis
Limonia costalis är en tvåvingeart som först beskrevs av Christian Rudolph Wilhelm Wiedemann 1824.  Limonia costalis ingår i släktet Limonia och familjen småharkrankar. Inga underarter finns listade i Catalogue of Life.